# Карпенко, Рафаэль Фёдорович
Рафаэль Фёдорович Карпенко (13 февраля 1941 — 4 июня 2016) — передовик советского машиностроения, бригадир комплексной бригады машиностроительного завода имени Ф. Э. Дзержинского Министерства тяжёлого и транспортного машиностроения СССР, город Балаково Саратовской области, полный кавалер Ордена Трудовой Славы (1986). Почётный гражданин города Балаково (1987).

## Биография
Родился в селе Николевка Балаковского района Саратовской области в русской крестьянской семье. В августе 1941 года отец пропал без вести на фронте и мать с тремя детьми переехала в Балаково, устроившись работать в детский сад. Завершив обучение в восьмом классе общеобразовательной школы, Рафаэль трудоустроился учеником токаря на завод имени Ф. Э. Дзержинского. В вечерней школе завершил обучение в десяти классах, стал учиться на токаря в техникуме, но был призван в Советскую армию. В 1968 году, демобилизовавшись, вернулся работать на завод.
Работая на заводе имени Ф. Э. Дзержинского Министерства тяжёлого и транспортного машиностроения СССР проявил себя с лучшей стороны. Очень быстро освоил профессию и стал передовиком производства, неоднократно заносился на доску почёта работников завода, ударник социалистического труда.
Указом Президиума Верховного Совета СССР от 3 марта 1976 года был награждён орденом Трудовой Славы III степени. 
Указом Президиума Верховного Совета СССР от 31 марта 1981 года был награждён орденом Трудовой Славы II степени.
В 1986 году его бригада была признана лучшим коллективом тяжёлого машиностроения в СССР. Указом Президента СССР от 10 июня 1986 года за успехи, достигнутые при выполнении заданий одиннадцатой пятилетки был награждён орденом Трудовой Славы I степени. Стал полным кавалером Ордена Трудовой Славы.
Являлся членом парткома, членом горкома по работе с молодёжью, делегат XVIII съезда профсоюзов. Член КПСС.
12 августа 1987 года решением органов власти города Балаково стал "Почётным гражданином города".
С 2002 года находился на пенсии. Активно принимал участие в общественной жизни города, член ветеранских организаций.
Проживал в Балаково. Умер 4 июня 2016 года.

## Награды и звания
- Орден Трудовой Славы - I степени (10.06.1986);
- Орден Трудовой Славы - II степени (31.03.1981);
- Орден Трудовой Славы - III степени (3.03.1976);
- Почётный гражданин Балаково (12.08.1987).